# Dérbi da Galiza
O Dérbi da Galiza (em galego: o derbi galego, e popularizado também como O noso derbi) é um clássico de futebol realizado entre o Celta de Vigo e o Deportivo La Coruña, os principais clubes da região da Galiza (noroeste da Espanha).
Em sua história, foram disputados 125 clássicos, sendo o Celta de Vigo a equipe com maior número de vitórias, com 50, contra 45 do Deportivo da Corunha. O Dérbi ainda conta com 30 empates.

## Estatísticas do clássico
| Competição         | CEL | E  | DEP |
| ------------------ | --- | -- | --- |
| La Liga            | 26  | 18 | 25  |
| Segunda División   | 19  | 8  | 17  |
| Segunda División B | 1   | 1  | 0   |
| Copa del Rey       | 4   | 3  | 3   |
| Geral              | 50  | 30 | 45  |